# Charles I. de Lorraine, duc d’Elbeuf
Charles I. de Lorraine-Guise (* 18. Oktober 1556 auf Schloss Joinville; † 24. August 1605 in Moulins) war ein französischer Adliger und Militär.
Er war Marquis d’Elbeuf von 1566 bis 1582, dann der erste Duc d’Elbeuf, Pair de France von 1582 bis 1605, Comte d’Harcourt (von 1566 bis 1582), de Lillebonne et de Rieux.

## Leben
Charles I. de Lorraine-Guise ist der Sohn von René de Lorraine-Guise, Marquis d’Elbeuf, und Louise de Rieux, Dame d’Ancenis.
1575 vertrat er seinen Vetter, den Herzog von Guise, als Großmeister von Frankreich bei der Krönung Heinrichs III. 1581 kämpfte er unter dem Kommando des Herzogs von Alençon in Flandern. Nach seiner Rückkehr wurde er im November 1581 zum Herzog von Elbeuf und Pair de France erhoben, die Registrierung im Parlement erfolgte am 29. März 1582. Am 21. Dezember 1581 wurde er zum Ritter im Orden vom Heiligen Geist ernannt, die Aufnahme erfolgte am 31. Dezember.
Am 26. Oktober 1587 kämpfte er in der Schlacht bei Vimory unter dem Kommando des Herzogs von Guise, wurde am Tag nach dessen Ermordung, das heißt am 24. Dezember 1588 unter dem Verdacht, den Herzog unterstützt zu haben, festgenommen und blieb bis 1591 inhaftiert. Nach seiner Freilassung schloss er sich der Liga an, die den neuen König Heinrich IV. bekämpfte. Erst 1594 schloss er Frieden mit Heinrich IV. Charles I. de Lorraine-Guise wurde 1594 Großjägermeister von Frankreich und 1597 Großstallmeister von Frankreich, sowie Gouvernement Poitou und Bourbonnais. Am 5. Juni 1595 kämpfte er in der Schlacht bei Fontaine-Française.
Er wurde in der Stiftskirche Saint-Louis in La Saussaye bei Elbeuf bestattet.

## Ehe und Familie
Charles I. de Lorraine-Guise heiratete am 5. Februar 1583 (mit Ehevertrag vom 22. Februar 1583) Marguerite de Chabot, Dame de Pagny, Comtesse de Charny (* 1565; † 29. September 1652 im Hôtel d’Elbeuf in Paris), Erbtochter von Léonor Chabot, Comte de Charny et de Buzançais, Großstallmeister von Frankreich, Lieutenant-général von Burgund, und Françoise de Rye, Dame de Longwy. Ihre Kinder sind:
- Claude Éléonore (* 1582[3]; † 1. Juli 1654 auf Schloss Oiron), Dame de Beaumesnil; ⚭ (Ehevertrag vom 6. Juli 1600) Louis Gouffier (* 25. November 1575; † 16. Dezember 1642 auf Schloss Oiron), 1612 4. Duc de Roannais, Pair de France, Marquis de Boisy, Comte de Maulévrier, de Secondigny et de Beaufort-en-Vallée, Baron de Mirebeau, de Gonnord et d’Oiron
- Henriette (* 1592[4]; † 24. Januar 1669 in Soissons), Koadjutrix, dann (24. August 1643) Äbtissin von Notre-Dame de Soissons
- Charles II. (* 5. November 1596; † 5. November 1657 im Hôtel d’Elbeuf in Paris) 1605 2. Duc d'Elbeuf, Pair de France, Comte d’Harcourt, de Lillebonne et de Rieux, Seigneur de Villemareuil, Lieutenant-général der Picardie[5], dann (1643) Gouverneur von Flandern, in der Stiftskirche Saint-Louis in La Saussaye bei Elbeuf bestattet; ⚭ (Ehevertrag Februar 1619) 20. Juni 1619 Catherine Henriette de Bourbon (* 11. November 1596[6] in Rouen; † 20. Juni 1663 in Paris), genannt Mademoiselle de Vendôme, bestattet in der Kirche Saint-Paul-Saint-Louis in Paris, legitimierte Tochter von König Heinrich IV. und Gabrielle d’Estrées, Duchesse de Beaufort
- Françoise (* 1599[7]; † 9. Dezember 1626 in Paris), geistlich in Notre-Dame de Soissons, dort auch bestattet
- Henri (* 20. März 1601; 25. Juli 1666 in der Abtei Royaumont[8]), genannt Cadet la Perle, Comte d'Harcourt, d’Armagnac, de Brionne et de Charny, Vicomte de Marsan, 1645 Vizekönig von Katalonien, Großstallmeister von Frankreich, Seneschall von Burgund, Gouverneur von Elsass und Anjou, in der Abtei Royaumont[9] bestattet; ⚭ Anfang Februar 1639 in Paris Marguerite-Philippe du Cambout-Coislin (* 1622; † 9. Dezember 1674 in Paris), bestattet in der Kapuzinerkirche von Paris, Tochter von Charles du Cambout, Marquis de Coislin, Baron de Pontchâteau, Lieutenant-générel en Basse-Bretagne, und Philippe de Burges/Beurges, Witwe von Antoine de l’Age, Duc de Puylaurens, Pair de France († 1635)
- Catherine (* Mai 1606[10]; † 30. Januar 1611), bestattet in der Kapuzinerkirche von Paris